# Wasilij Isajew
Wasilij Jakowlewicz Isajew (ros. Василий Яковлевич Исаев, ur. 31 lipca?/13 sierpnia 1917 w guberni ołonieckiej, zm. 14 października 2008 w Moskwie) – radziecki działacz partyjny i państwowy.

## Życiorys
1937-1942 pracował w truście budowlanym w Leningradzie i Chabarowsku, od 1939 należał do WKP(b), 1942-1949 funkcjonariusz partyjny w Swierdłowsku, 1949-1955 zarządca trustu. 1955-1961 szef i I zastępca szefa Gławleningradstroja, 1960 zaocznie ukończył Leningradzki Instytut Inżynieryjno-Budowlany, od 1961 do lipca 1962 I zastępca przewodniczącego Komitetu Wykonawczego Rady Miejskiej Leningradu, od 2 lipca 1962 do 6 sierpnia 1966 przewodniczący Komitetu Wykonawczego Leningradzkiej Rady Obwodowej. Od 8 kwietnia 1966 do 23 lutego 1981 zastępca członka KC KPZR, od lipca 1966 do 1984 zastępca przewodniczącego Państwowego Komitetu Planowania Rady Ministrów ZSRR, od 3 marca 1981 do 25 lutego 1986 członek KC KPZR, od 1984 na emeryturze. Deputowany do Rady Najwyższej ZSRR od 6 do 10 kadencji.

## Odznaczenia
- Order Lenina (dwukrotnie)
- Order Rewolucji Październikowej
- Order Czerwonego Sztandaru Pracy (dwukrotnie)
- Order „Znak Honoru”